# GDDR SDRAM

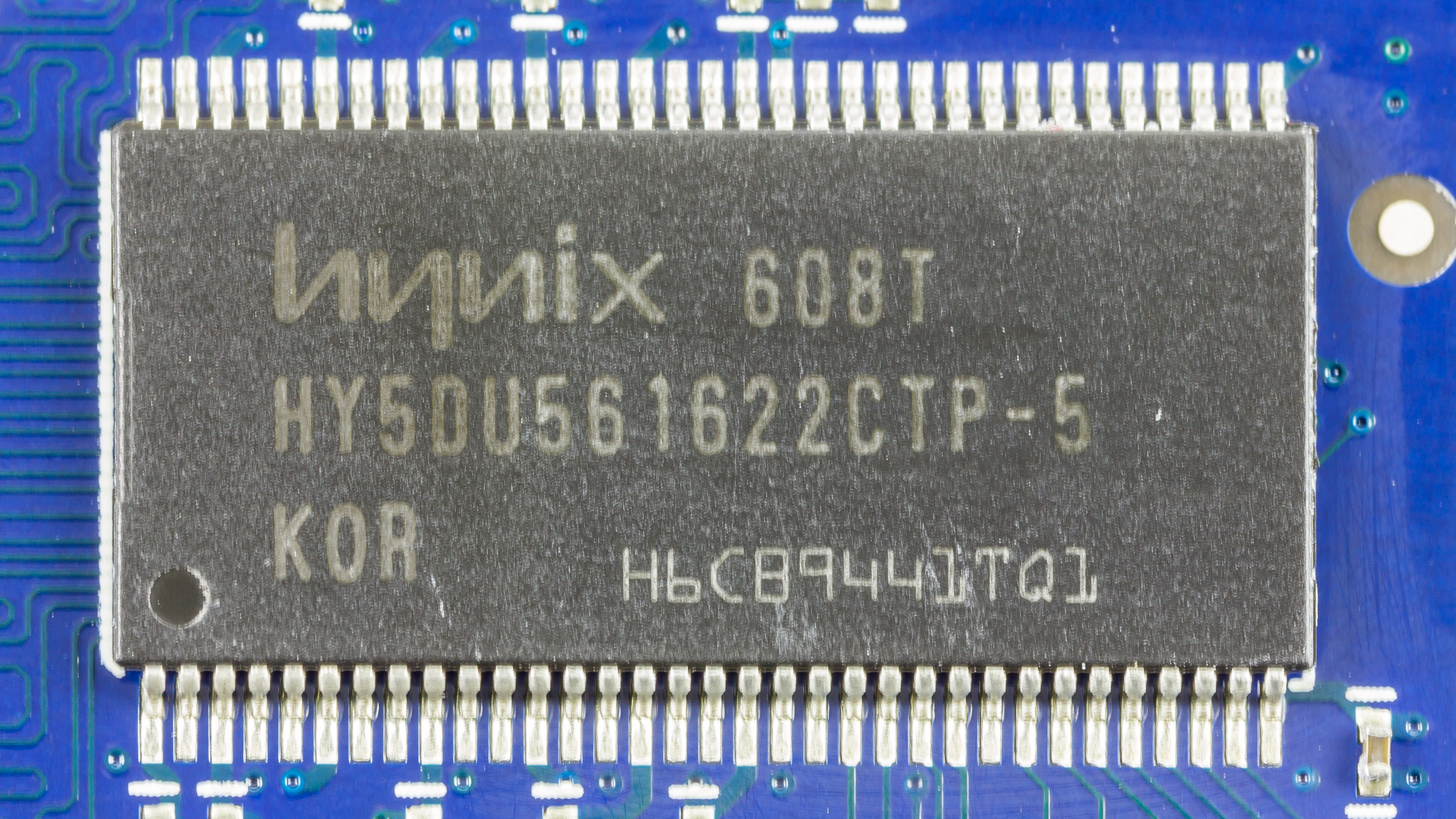
Hynix GDDR SDRAM

GDDR SDRAM (Graphic DDR SDRAM) este un tip de memorie video (SDRAM) cu rată dublă de date (DDR), special concepută pentru utilizarea cu plăcile video. GDDR înlocuiește VRAM și WRAM. 
Specificațiile pentru aceste tipuri de memorie sunt publicate în standardele JEDEC. Standardul GDDR a fost inițial cunoscut sub numele DDR SGRAM (Double Data Rate Synchronous Graphics RAM) și se bazează pe cipuri de memorie conform standardului DDR-SDRAM. 
GDDR se deosebește în general față de DDR prin frecvențe și latențe diferite. GDDR este accesată de către unitatea de procesare grafică și conține, de asemenea, simplificări ale interfeței electrice și o lățime de bandă mult mai mare, datorită unei magistrale de memorie mai largi. În plus, GDDR are un consum mai mic de energie și o mai bună disipare a căldurii în comparație cu DDR atunci când funcționează la frecvențe egale.
Prima memorie GDDR a fost introdusă de Samsung în 1998 ca un cip de memorie DDR-SDRAM de 16 MB. Această primă generație GDDR, avea tensiunea de alimentare VDD/VDDQ de 2.5 V, frecvența de ceas 166 până la 400 MHz și un debit maxim de date 25,6 GB/s la 256 biți (8 x 32 bit). 

| Tip    | Frecvență de ceas (GHz) | Viteză de transfer (GHz) | Lățime de bandă (GB/s) (32 bit) | Standard JEDEC         |
| ------ | ----------------------- | ------------------------ | ------------------------------- | ---------------------- |
| GDDR   | 0,16…0,4                | 0,32…0,8                 | 1,3…3,2                         | JESD21C-2005, 3.11.5.2 |
| GDDR2  | 0,4…0,5                 | 0,8…1                    | 3,2…4                           | JESD21C-2005, 3.11.5.6 |
| GDDR3  | 0,7…1,3                 | 1,4…2,6                  | 5,6…10                          | JESD21C-2005, 3.11.5.7 |
| GDDR4  | 1,6...4,8               | < 3,2                    | 12,8...25,6                     | JESD21C-2005, 3.11.5.8 |
| GDDR5  | 1,8…4                   | 3,6…8                    | 14…32                           | JESD212C-2016          |
| GDDR5X | 5…7                     | 10…14                    | 40…56                           | JESD232A-2016          |
| GDDR6  | 3,5…4,5                 | 14…18                    | 56…72                           | JESD250A-2017          |

Sunt disponibile mai multe generații GDDR SDRAM, fiecare generație este mai rapidă și include îmbunătățiri: 

## GDDR2

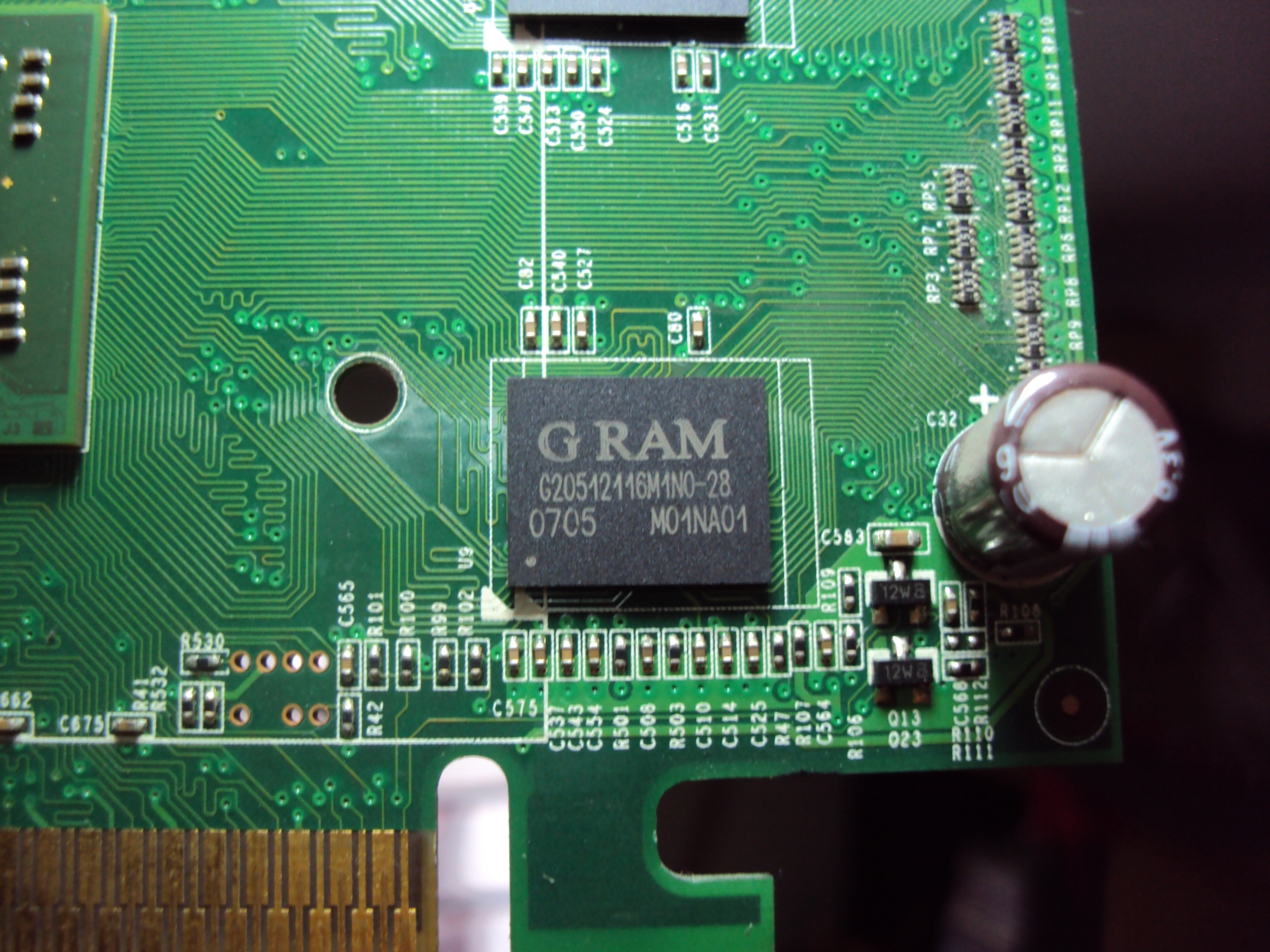
Modul GDDR2 pe o placă grafică nVIDIA GeForce 6200 AGP

GDDR2 a prezentat de la început mai multe defecte, în special supraîncălzirea excesivă din cauza tensiunilor mari folosite VDD/VDDQ 2,5/1,8 V.

Primele plăci de bază cu GDDR2 au fost Nvidia GeForce FX 5800, cu viteze de ceas de 400 MHz la 500 MHz, la un debit maxim de date de 32 GB/s (256 biți).

## GDDR3

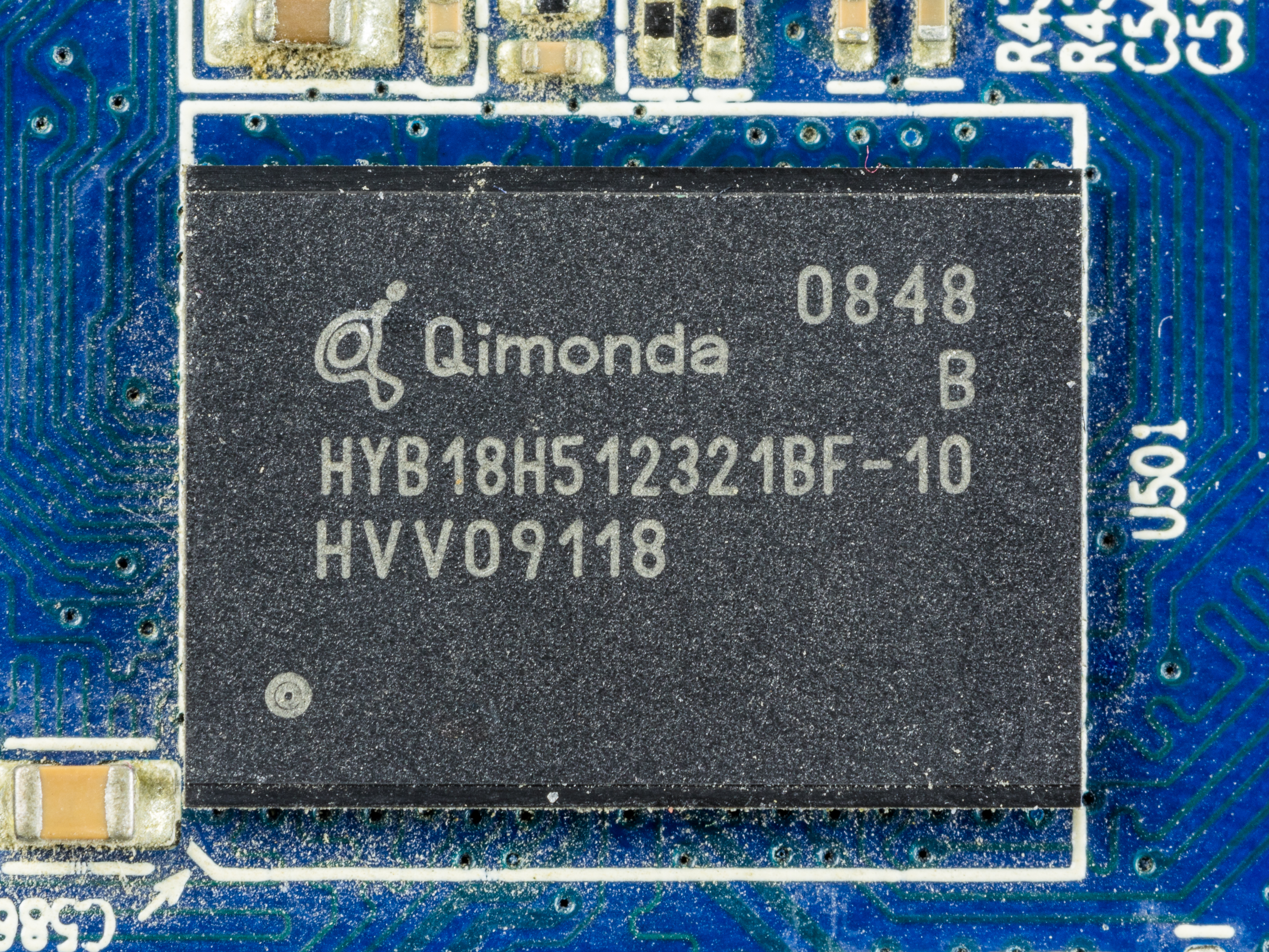
Qimonda 512 MB GDDR3

GDDR3 se bazează pe DDR2 SDRAM și funcționează cu tensiune VDD/VDDQ de 1,8 V. Vitezele de ceas sunt de 700 până la 1300 MHz la un debit maxim de date 83,2 GB/s și 256 biți conexiune. Deși GDDR3 a fost proiectată de ATI, aceasta a fost folosită mai întâi de Nvidia pentru Geforce FX 5700 Ultra și apoi Geforce 6800 Ultra în anul 2004. La ATI, memoria GDDR3 a fost instalată pentru prima dată pe Radeon X800.  GDDR3 a mai fost prezentă în consolele PlayStation 3, și Xbox 360. Modulele cu GDDR3 au 170 pini și beneficiază de noile sloturi PCI Express introduse în anul 2004.

## GDDR4
GDDR4 este succesoarea GDDR3 și a fost dezvoltată de Samsung în anul 2005, cu un cip de 256 MB care rulează la 2,5 GB/s transfer. În același an, Hynix produce primul cip de memorie GDDR4 de 512 MB.

Lansarea producției în serie a memoriei GDDR4 a fost realizată de Samsung pe 5 iulie 2006, cu cipul de 256 MB. În combinație cu o interfață de 256 biți, lățimea de bandă a memoriei ajunge până la 102,4 GB/s. 

Prima implementare a memoriei GDDR4 a fost pe placa video ATI Radeon X1950 XTX, urmată de Radeon HD 3870. GDDR4 este disponibilă pe cardurile video ATI Radeon HD X 2900 XT, 2600 XT și o ediție limitată de SAPPHIRE Radeon HD 4670 cu 512 MB.

## GDDR5
GDRR5 este unul dintre cele mai rapide tipuri de memorie disponibile pe piață. GDDR5 este disponibilă comercial din iunie 2008 în unele plăci grafice ATI, precum și în cele high-end NVidia. Hynix a introdus un GDDR5 de 1 GB la începutul anului 2008. Prima placă grafică cu GDDR5 a fost ATI Radeon HD 4870, care în primele versiuni avea 512 MB RAM. 
La începutul anului 2015, Samsung a anunțat începerea producției în serie a unor cipuri de memorie GDDR5 de 8 GB cu tehnologie 20 nm, destinate plăcilor grafice utilizate în PC-uri, console de jocuri video și laptopuri. 
Plăcile video cu GDDR5 au 170 pini și sunt disponibile cu capacități de 512 MB, 1 GB, 2 GB, 4 GB și 8 GB, frecvențe de ceas cuprinse între 1,8 și 4 GHz, rate de transfer de 14 la 32 GB/s (115,2 și 256 GB/s pentru 256 biți).
 GDDR5 este prezentă pe plăcile grafice Nvidia GeForce GTX, AMD Radeon (HD, R5, RX), consolele PlayStation 4 și Xbox One X. 

### GDDR5X
GDDR5X este o versiune actualizată și îmbunătățită a memoriei GDDR5. Este utilizată în carduri grafice pentru servere, stații de lucru și alte unități hardware de înaltă performanță. GDDR5X este de două ori mai rapidă decât memoria GDDR5 și poate atinge viteze în intervalul 10...14 Gbps și chiar 16 Gbps în viitor. GDDR5X consumă, de asemenea, mai puțină energie în comparație cu GDDR5. Cipurile de memorie GDDR5X sunt disponibile în dimensiuni de 4 GB, 6 GB, 8 GB și 16 GB, iar plăcile video cu GDDR5X folosesc 190 de pini.
Nvidia a anunțat oficial prima placă grafică folosind GDDR5X, GeForce GTX 1080 pe 6 mai 2016. Alte carduri grafice care folosesc memoria GDDR5X includ GeForce GTX 1080, Nvidia TITAN X (Pascal), Nvidia Quadro P5000 și Quadro P6000.
Memoriile GDDR5 și GDDR5X sunt utilizate de asemenea în unele plăci grafice pentru minarea criptomonedelor.  

## GDDR6
GDDR6 este dezvoltată de Micron din 2018, când a început și producția de serie. . De asemenea Samsung și SK Hynix au anunțat propriile memorii GDDR6. Primele carduri grafice disponibile comercial cu GDDR6 sunt GeForce RTX Nvidia lansate în septembrie 2018.
GDDR6 oferă o lățime de bandă mai mare până la 16 Gbps și tensiuni de operare de 1,35 V, crescând performanța și reducerea consumului de energie comparativ cu GDDR5X. Cardurile cu GDDR6 folosesc 180 de pini.